# Маркевичи

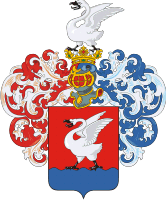
ОГ 13-43

Маркевичи (Марковичи, пол. Markiewicz) — древний дворянский род.
Род внесён в VI часть дворянской родословной книги Черниговской губернии.
Известны польские и литовские роды Маркевичей, принадлежавших к 10-ти гербам: Ястржембец, Лебедь, Любич, Мондростки, Маркевич, Микулич, Одровонж, Остоя, Рогаля, Слеповрон.

## Происхождение и история рода
Выходцы из Черногории (Сербии), где поселены были в Нахии Барской, между Баром и Скутарским озером. По-сербски они именовались Мрковичи, а в простонародии Марковичи. Время появления их на Волыни неизвестно. Впервые они встречаются в списке владельцев волынских (17 июня 1569). Переселение их с Волыни на левый берег Днепра относится ко времени гонения на православие. Безошибочно прослеживаться поколениям этого рода начинается от А. Маркеевича, владельца поместий в разных местах левобережной Украины, где главным местом пребывания было село Туровка, Прилуцкого уезда.

## Описание гербов

#### Герб. Часть VII. № 170
В щите, имеющем лазоревое поле крестообразно положены серебряная шпага и ветвь с плодами, и на них изображено красное сердце, с сидящим на нём серебряным голубем.
Щит увенчан дворянскими шлемом и короной со страусовыми перьями. Намёт на щите голубой красный, подложенный серебром. Герб рода Марковичей внесён в Часть 7 Общего гербовника дворянских родов Всероссийской империи, стр. 170.

#### Герб. Часть XIII. № 43.
В червлёном щите на лазоревой волнообразной оконечности стоит серебряный лебедь с чёрными глазами, клювом и лапами (изм. польский герб Лебедь). Над щитом дворянский шлем с короной. Нашлемник: серебряный лебедь с чёрными глазами, клювом и лапами. Намёт: справа — червлёный с серебром, слева — лазоревый с серебром. Герб которых внесён в Часть 13 Общего гербовника дворянских родов Всероссийской империи, стр. 43.

## Известные представители
Родоначальник Марковичей был, Марк Абрамович († 1712), дочь которого, Настасья, вышла замуж за гетмана Скоропадского и настолько влияла на мужа, что сложилась пословица: «Иван носит плахту, а Настя — булаву».
- Старший её брат, Андрей Маркович, отличился во время измены Мазепы и поставлен был сначала сотником глуховским, а потом лубенским полковником; в этой должности позволял себе много насилий и был лишен её по приказанию князя Меншикова (1727). Позже был генеральным подскарбием, нажил большие имения.
  - Старший сын его, Яков (1696—1770), учился в Киевской академии, был любимым учеником Феофана Прокоповича и отличался любовью к литературным занятиям. Он оставил обширный дневник, ведённый им в течение полувека (1717—1767), который, в сокращении и с подновлением языка, был издан (1859). Известны еще два внука Якова Марковича:
  - сын Марк 
    - Маркович, Яков Михайлович (1776—1804), автор замечательной книги: «Записки о Малороссии, её жителях и произведениях» (Санкт-Петербург, 1798), которая должна была служить началом историко-географического описания Малороссии. Ранняя смерть (самоубийство) Марковича прервала эту работу.
    - Маркович, Александр Михайлович (1790—1865) напечатал в «Украинском журнале» исторические бумаги из своего семейного архива (1824), «Историческую статистическую записку о дворянском сословии и дворянских имуществах Черниговской губернии» (1840) (в книге: «Материалы для статистики Российской империи»), написанную по архивным материалам черниговского дворянского собрания (перепечатана в Чернигове, 1894).

также
- Маркевич, Николай Андреевич (1804—1860) — историк, этнограф и писатель.
  - Маркович, Андрей Николаевич (1830—1907) — сенатор.
- Маркевич, Василий Иванович (1853—?) — судебный и общественный деятель, сенатор.
- Маркович, Николай Парменович (1869—?) — общественный деятель и политик, член IV Государственной думы от Черниговской губернии.